# Condado de Rolette
El condado de Rolette (en inglés: Rolette County, North Dakota), fundado en 1873,  es uno de los 53 condados del estado estadounidense de Dakota del Norte. En el año 2000 tenía una población de 13 674 habitantes y una densidad poblacional de 5 personas por km². La sede del condado es Rolla.

## Geografía
Según la Oficina del Censo, el condado tiene un área total de 2432 km² (939 mi²), de la cual 2336 km² (901,9 mi²) es tierra y 96 km² (37,1 mi²) es agua.

### Municipios
- Baxter
- Belcourt
- Kohlmeier
- Maryville
- San Haven
- Shell Valley
- South Valley

### Condados adyacentes y municipios rurales
- Morton (norte)
- Turtle Mountain (norte)
- Condado de Towner (este)
- Condado de Pierce (sur)
- Condado de Bottineau (oeste)

### Área Nacional protegida
- Lago de los Lores Refugio de Vida Silvestre (parte)
- Lago Rabb Refugio Nacional de Vida Silvestre
- Lago School Sección Refugio Nacional de Vida Silvestre
- Lago Sauce Refugio Nacional de Vida Silvestre

## Demografía
En el 2000 la renta per cápita promedia del condado era de $26,232, y el ingreso promedio para una familia era de $29,744. El ingreso per cápita para el condado era de $10,873. En 2000 los hombres tenían un ingreso per cápita de $24,288 versus $20,383 para las mujeres. Alrededor del 31.00% de la población estaba bajo el umbral de pobreza nacional.
| 1880 | 1890 | 1910 | 1920   | 1930   | 1940   | 1950   | 1960   | 1970   | 1980   | 1990   | 2000   | Est. 2009 |
| ---- | ---- | ---- | ------ | ------ | ------ | ------ | ------ | ------ | ------ | ------ | ------ | --------- |
| 2427 | 7995 | 9558 | 10 061 | 10 760 | 12 583 | 11 102 | 10 641 | 11 549 | 12 177 | 12 772 | 13 674 | 13 797    |

## Mayores autopistas
- U.S. Highway 281
- Carretera de Dakota del Norte 3
- Carretera de Dakota del Norte 30
- Carretera de Dakota del Norte 66
- Carretera de Dakota del Norte 43
- Carretera de Dakota del Norte 89
- Carretera de Dakota del Norte 5

## Lugares

### Ciudades
- Dunseith
- Mylo
- Rolette
- Rolla
- St. John

Nota: todas las comunidades incorporadas en Dakota del Norte se les llama "ciudades" independientemente de su tamaño